# Time shifting
Time shifting is een andere benaming voor het opnemen van programma’s op een opslagmedium om ze op een later tijdstip (time shifting) of een andere locatie (place shifting) nog eens terug te kijken.
In die zin is time shifting geen nieuw fenomeen. Vroeger werd daarvoor alleen een videorecorder gebruikt; vanaf 2002 werden de programma’s (ook) met een dvd-recorder op (blanco) dvd’s opgenomen; tegenwoordig geschiedt de opname steeds vaker rechtstreeks op de interne harde schijf van de dvd-recorder. Het verschil tussen de ouderwetse videorecorder en de digitale recorder is louter de opslagmethode: waar de videorecorder de programma’s analoog opslaat op videocassettes, maken digitale recorders gebruik van digitale techniek. In nagenoeg alle gevallen is time shifting dus het maken van een kopie om die later nog eens terug te kunnen kijken.
Volgens de Nederlandse Auteurswet en de Nederlandse Wet op de Naburige rechten is het maken van een thuiskopie, waaronder dus ook time shifting, toegestaan mits aan alle daarvoor geldende voorwaarden is voldaan:
1. de kopie wordt niet met (in)direct commercieel oogmerk gemaakt;
2. de kopie dient uitsluitend tot eigen oefening, studie of gebruik, en:
3. voor dat kopiëren wordt een billijke vergoeding betaald.

Volgens sommigen is time shifting niet zozeer een kopie, als wel een soort van ‘tijdelijke verplaatsing’ van het tijdstip waarop het programma wordt bekeken. Deze letterlijke vertaling van het oorspronkelijk Angelsaksische fenomeen van time shifting is echter onjuist, althans onvolledig. Een belangrijke eigenschap van de harde schijf van dvd-recorders is immers de steeds groter wordende archieffunctie. Mede als gevolg hiervan worden de opgenomen en bekeken programma’s niet alleen 'verplaatst' maar vaak nog lange tijd bewaard, juist met het doel om deze later nog eens terug te kunnen kijken.